# 杜の都
杜の都（もりのみやこ）とは、宮城県仙台市の雅称および愛称である。「杜の都・仙台」として知られる。
2008年（平成20年）時点で発見されている文献による初出年は、仙台を「森の都」と記したのが1909年（明治42年）、「杜の都」と記したのが1916年（大正5年）である。1970年（昭和45年）9月22日に市が制定した「公害市民憲章」に「杜の都」と記されて以降、市は同表記を公文書における統一表記として用いている。

## 「社」と「杜」と「森」
| 漢字 | 読み | 読み              | 意味                                                                |
| ---- | ---- | ----------------- | ------------------------------------------------------------------- |
| 社   | 音   | シャ（漢）        | 1. 土地の神。神を祭る施設。 2. 人々の集団。社会。 3. 「会社」の略。 |
| 社   | 訓   | やしろ            | 1. 土地の神。神を祭る施設。 2. 人々の集団。社会。 3. 「会社」の略。 |
| 杜   | 音   | ズ（呉） ト（漢） | 1. 山野に自生する落葉果樹。 2. ふさぐ。とじる。                     |
| 杜   | 訓   | もり              | 神社境内の木立。                                                    |
| 森   | 音   | シン（漢呉）      | 1. 多数の樹木が生い茂る場所。 （その他の意味は省略）                |
| 森   | 訓   | もり              | 1. 多数の樹木が生い茂る場所。 （その他の意味は省略）                |

木偏の「杜」の音読みは呉音で「ズ」（ヅ）、漢音で「ト」であり、中国古来の意味では山野に自生する落葉果樹（ヤマナシ、コリンゴなど）を指すことはあっても「もり」の意味はない。訓読みには「もり」「やまなし」「ふさ-ぐ」があるが、「もり」は国訓とされる。一方、示偏の「社」の訓読みには「やしろ」のほかに「もり」もあったが、平安時代以降、示偏の「社」を「やしろ」、木偏の「杜」を「もり」と使い分けるようになった。このため、「杜（もり）」は神社の「鎮守の森」「ご神木」を意味するともされる。
しかし、「もり」という訓読みが共通する同訓異字の「森」と「杜」とは古くから混用されており、例えば鎌倉時代には地名であっても書き分けられていない。また、「杜の都」という表記の初発とみられている1916年（大正5年）発行の『仙台繁盛記』（富田広重 著）の中で、同じ著者が「森の都」と「杜の都」の両方を使用しているため、明治期に生まれた「森の都」という名称を、著者が意味の違いを意識して大正期に「杜の都」に書き換えたという説明も成り立たない。
1970年（昭和45年）に「公害市民憲章」を制定したのを機に、仙台を指す場合は「杜の都」が公式表記と定められた。これ以降、仙台市役所により「杜」と「森」とは意味が異なるとされ、「杜」は江戸時代から仙台の人々が植え育ててきた屋敷林や街路樹などの人工林を指し、それらが仙台の風土や歴史に立脚しているという説明がなされてきた。

## 歴史

### 江戸時代の植林
伊達政宗による仙台開府以前、この土地は「宮城野」と呼ばれており、仙台平野には木がほとんどなかったと言われている。現在の仙台市の中心市街地に当たる部分も、城下町が建設される以前はススキやヨシが生い茂る草原だった。
城下町が造られると、その中の武家屋敷において植林が行われて屋敷林が形成された。武家屋敷は広大な敷地を持ち、屋外空間が広く取られていた。例えば、昭和初期に行われた調査では、とある仙台の中級家臣の旧邸宅は、敷地に対する家屋の面積は7パーセントだった。仙台藩は継ぎ木を分け与えるなどして、家臣に植樹を奨励した。武家屋敷の敷地に植えられた樹種は、主にスギ、マツ、キリ、カキノキ、ナシ、クワ、クリなどである。果樹は食料として利用され、屋敷林は武士による生産活動の場だったとされる。また、これとは別に、郊外の神社仏閣でも境内や参道、敷地の辺縁で植樹が行われた。
このような城下町での植林は仙台に限ったことではなく、日本各地の城下町で一般的に行われていた。ただ、仙台の城下町は、元禄年間（1688年から1704年）において城下町における武士の比率が8割に達するなど、他の城下町と比べて武士の割合が高く、また、城下町の屋敷林、郊外の寺社の並木、周辺の丘陵地と続く樹林の連続性という特徴を持っていた。

### 明治から戦中まで
明治時代になり武士の世が終わると、一部の武家屋敷は分割されたり借家に転用されたりしたが、多くは住宅としてそのまま継承され、屋敷林も維持されていた。この時代に仙台を訪れたフランス人宣教師のジャン・Ｍ・マランは、仙台市街の樹木が多い景観について、その印象を記録に書き留めている。この頃の仙台では、武家屋敷に住んでいた資産家が、その敷地に芝生を張ったり庭石や灯篭を置いたりして庭園をたしなみ、割烹や料亭においても接遇のために庭園が重要視された。また、広瀬川を見下ろす位置に設置された桜ヶ岡公園は、旧武家屋敷からの屋敷林を引き継ぎ、桜や梅などを加えて整備された。街路樹の整備も行われ、1885年（明治18年）に仙台城の大手門から大橋まで、松や杉、桜の並木が造られた。1887年（明治20年）に日本鉄道が仙台まで路線を伸ばし仙台駅が設置されると、駅前通となった南町通に1891年（明治24年）に桜が街路樹として植樹された。
鉄道が仙台まで延びたことで、仙台を紹介する観光案内書が発行されるようになる。1890年（明治23年）刊行の『仙台案内』には市街地の緑が豊かであることが書かれている。1907年（明治40年）に荒川偉三郎が『松島志を李』において、仙台市街地南部の向山から見た仙台の町の様子を「深林の都」と表現し、その2年後、荒川は『仙台松島塩竈遊覧の栞』において「林巒西北に綬り、平野東南に開け、河渠市街を貫流し、樹木各所に繁茂し、常に気は澄み翠は滴りいわゆる都会の紅塵を見ず。故に森の都と称す。」と記し、ここに森の都という言葉が生まれた。
昭和の時代に入ると、仙台市民の意識に「森の都」の浸透が進んだ。仙台市内の尋常小学校で使われた郷土読本において「森の都」が題材になり、教育に用いられた。また、『仙台小唄』や『仙台音頭』の歌詞に「森の都」が含まれ、市民に口ずさまれた。1936年（昭和11年）にコロムビアから発売され、歌詞にやはり「森の都」が含まれた新民謡『ミス仙台』は戦後にも再発売されるヒット作となった。後の1978年（昭和53年）に第20回日本レコード大賞の新人賞を受賞したさとう宗幸の歌謡曲『青葉城恋唄』もヒットし、仙台に「杜の都」のイメージを定着させ、その知名度を全国的に上げる契機となる。
第二次世界大戦の末期の1945年（昭和20年）、アメリカ軍は大規模空襲を予告するため撒いたビラに「仙台よい町 森の町 7月10日は灰の町」と印刷していたという。そして予告どおりの同年7月10日、仙台市街は仙台空襲によって焼き尽くされた。この空襲によって市街地にあった屋敷林も同時に焼失した。

### 第二次世界大戦後

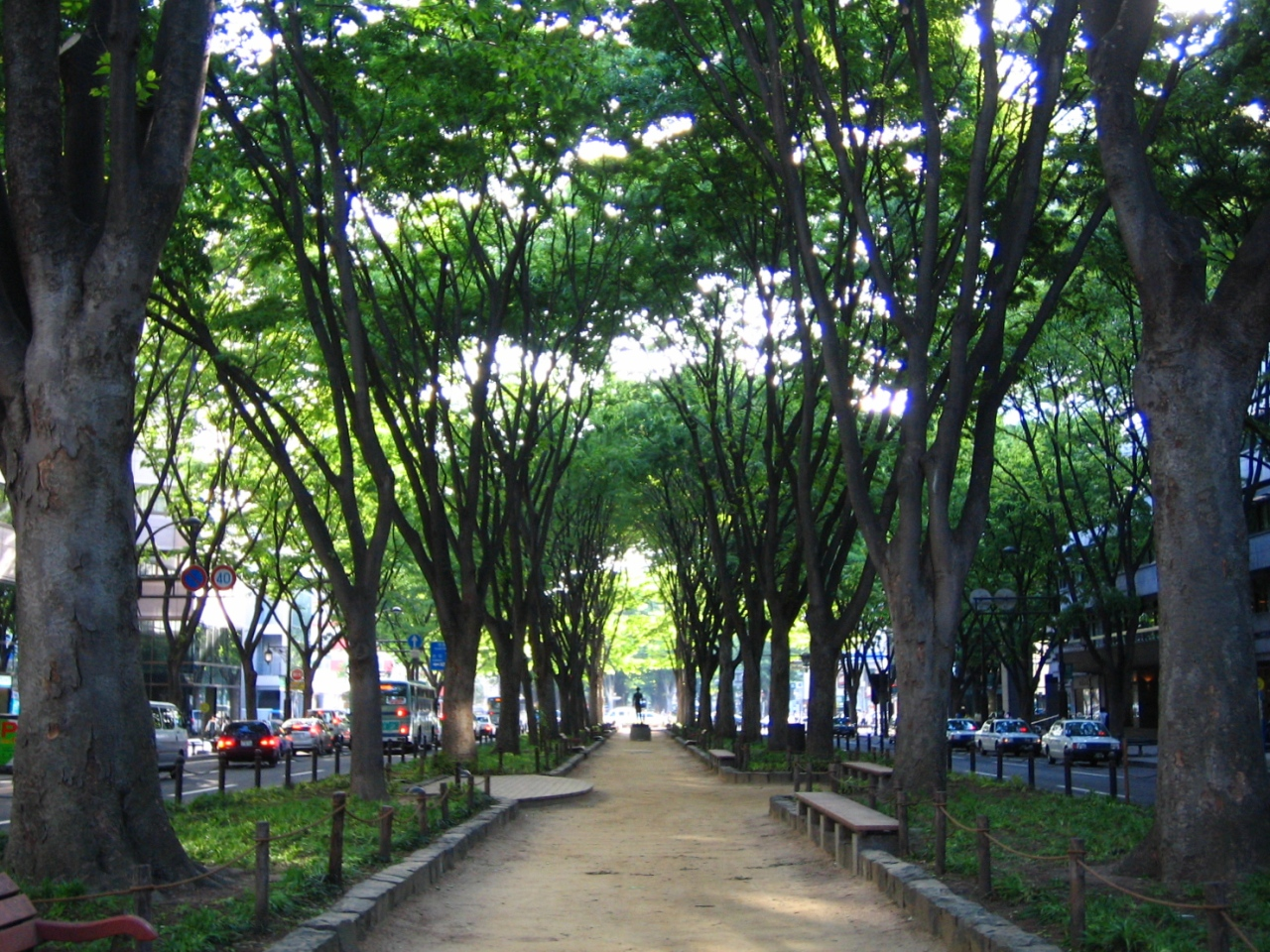
定禅寺通の様子。

戦後の復興において、市街地を縦横に貫く広い幅員の幹線道路が建設されたが舗装までは行き届かず、晴れの日は砂埃が舞い上がって「仙台砂漠」と呼ばれた。また、家庭の燃料として亜炭（仙台市の亜炭）が大量に使用されたため、昭和30年代までの仙台では夕方になると煙突から立ち上る煤煙と亜炭特有の甘酸っぱい匂いが街中に漂うようになり、埃っぽさに拍車をかけた。一方、雨の日は道がぬかるみ「仙台田圃」とも呼ばれた。
1950年（昭和25年）4月、全国で行われた国土緑化運動にあわせて、青葉通で市長や市議会議員が臨席の元、植え初め式が行われ、これ以後、1966年（昭和41年）まで段階的に青葉通へのケヤキの植樹が行われた。青葉通以外の街路でも「森の都」の再生を願って植樹が多数行われ、植えられた樹種はニセアカシア、イチョウ、トウカエデ、シラカシ、エンジュ、ユリノキなど多岐にわたった。植樹された街路樹は1987年（昭和62年）までに1万9000本以上に達し、その総延長は計242路線で約125キロに及んだ。
1956年に完成した第三代の仙台市役所庁舎は、杜の都をイメージし東西の外壁タイルを深緑色としている。
高度経済成長期に当たる1960年代後半になると、日本各地で郊外の開発が行われるようになり、これによってその緑地が次第に失われていった。そのような状況の中で仙台市は1973年（昭和48年）に行政の力で緑地の保全、育成を目指す「杜の都の環境をつくる条例」を制定した。これは、仙台市が保存を目指す緑地を指定し、指定された場所で樹木の伐採や建物の建築を行う場合には事前に届出をしなければならないというもので、急速に進む郊外の開発の抑止を狙っていた。指定地所有者が仙台市と緑地保存協定を結べば、所有者は一部の税が免減され、また協力援助金が交付された。1975年（昭和50年）から3年間で、保存緑地に指定された土地は45箇所644ヘクタールに上った。このうち4割が民有地であり、さらにその中の約7割が協定を結んだ。この他に仙台市は1980年代中頃に、保存緑地を買い取るための「緑地保全基金」や、民有地での生垣設置を助成する「杜の都緑化基金」を立ち上げた。
しかし、1980年代後半になると、代替わりした保存緑地の所有者の中に、地価の高騰から土地を手放す者が現れた。保存緑地に指定されたまま宅地やマンションが建設され、それに対して仙台市は有効な手立てを打ち出せなかった。また、街路樹においても電線埋設工事や共同溝設置工事で伐採される事例が出始め、仙台市は緑地の保全と都市整備、開発の間で板ばさみとなった
1989年（平成元年）、青葉通において地下式駐輪場が建設されることが公表されると、市民が反対運動を展開した。仙台のマスメディアがこれに追従したこともあり、仙台市は計画の変更を迫られることになった。当初予定だったケヤキ9本の移植と3本の植え直しを、4本の移植と3本の植え直しに変更することで仙台市と市民に間で妥協が成立し、地下式駐輪場は建設された。

### 年表

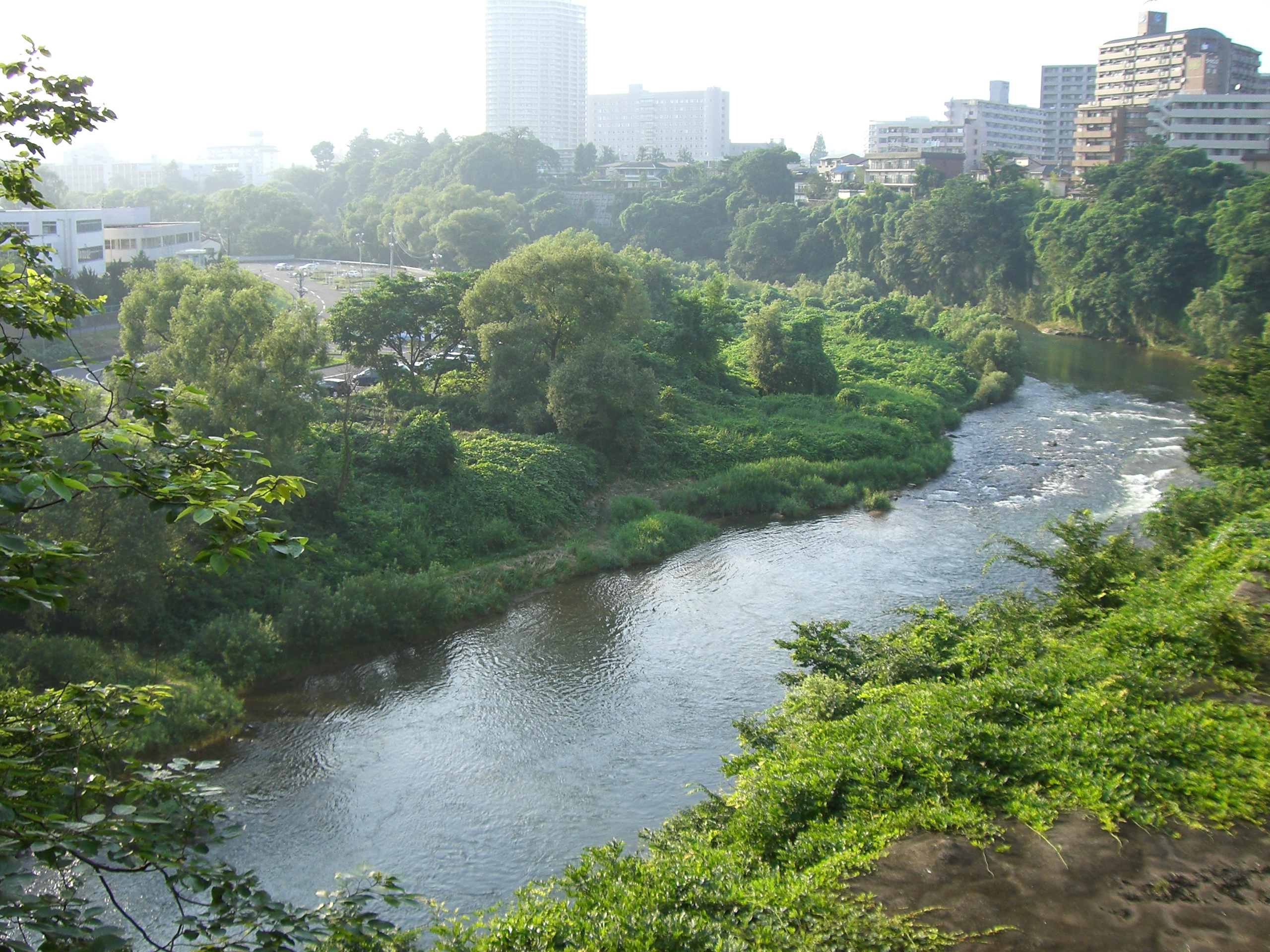
西公園から見た広瀬川（2006年8月）。

- 1873年（明治6年）1月14日、全国城郭存廃ノ処分並兵営地等撰定方（廃城令）により、仙台城（青葉城）が仙台鎮台（後の第2師団）の所有となり、破却が進む。
- 1874年（明治7年）、仙台藩祖・伊達政宗を祀る青葉神社創建。
- 1875年（明治8年）、桜ケ岡公園（現・西公園）が開園[35]。
- 1882年（明治15年）、仙台城二の丸御殿が焼失。
- 1887年（明治20年）
  - 4月、仙台区に第二高等中学校（後の（旧制）第二高等学校）が創立。
  - 12月15日、日本鉄道（現・JR東北本線）が仙台駅を経て塩竈駅（後の塩釜線塩釜埠頭駅。現在の塩釜駅とは異なる）まで開通。
- 1889年（明治22年）
  - 4月1日、仙台区が市制施行して仙台市となる。
  - 宮城郡七ヶ浜村に「高山外国人避暑地」が設置。
- 1895年（明治28年）、学校林設置の訓令がなされ、教育の一環として学校による植林活動が推奨された。
- 1898年（明治31年）、天皇および皇后が出席して初代天皇を祭る宮中祭祀「神武天皇祭」が行われる4月3日が「植栽日」とされた。
- 1899年（明治32年）
  - 「仙台開府三百年祭」開催。市内に電線が張り巡らされたため、山鉾運行を伴う仙台祭は最後となる[† 2]。
  - 外国人居留地の廃止と内地雑居が実施される。
- 1900年（明治33年）、宮城県会決議により、県立公園管理規則が定められた。
- 1901年（明治34年）
  - 3月、土井晩翠作詞、瀧廉太郎作曲の『荒城の月』が発表された。
  - 特別会計宮城県公園費が設置され、松島が県立公園として整備・運営され始めた。
- 1902年（明治35年）
  - 仙台城本丸に「昭忠碑」建立。
  - 松島の観光地区である観瀾亭や瑞巌寺等を含む範囲を県立公園に組み入れる許可を得た[36]。
  - 榴岡公園が開園[35]。
- 1903年（明治36年）、（旧制）第二高等学校尚志会会歌の募集において、優秀作品7篇の1つである同校学生の応募作品の歌詞の中で「森の市」（「もりのいち」あるいは「もりのし」）と謳われた[1]。
- 1904年（明治37年）
  - 8月27日、仙台城本丸に「招魂社」（後の宮城縣護國神社）創建。
- 1905年（明治38年）
  - 3月、『尚志会雑誌』65号が発行。同号の付録に、2年前の尚志会会歌の優秀作品が収録され、「森の市」は仙台市の新熟字であると紹介された[1]。
- 1907年（明治40年）
  - 6月22日、東北帝国大学（現・東北大学）創立。
  - 8月15日、仙台市会で「五大事業調査の建言」が提出され、可決。
  - 10月、『松島の志を李』（「松島の栞」、荒川偉三郎 著、三澤書店）の中で、仙台を「深林の都会」（しんりんのとかい）と紹介[1]。
  - 12月、地元紙において仙台を指して「学都と学界」という標題の記事が見られた[37]。
- 1908年（明治41年）
  - 8月、仙台市にとって初の自治体史『仙台市史』刊行。
  - 9月、『「仙台」しをり』（東北文芸社）の初版が発行[1]。
- 1909年（明治42年）
  - 『「仙台」しをり』の第三版として『仙臺松島塩釜遊覧栞』（「仙台松島塩竈遊覧の栞」、荒川偉三郎 著、東北文芸社）が発行。この中で、仙台を「森の都」（もりのみやこ）と紹介。これが2008年時点で見つかっている、仙台を「森の都」と記した初めての文献だが、前年発行の『「仙台」しをり』と内容的に同様である可能性があるため、文献的初出はこれより以前になる可能性がある[1]。
  - 松島湾全体を県立公園に組み入れる許可を内務省から得た[36]。
- 1910年（明治43年）、松島公園整備が本格化[36]。
- 1913年（大正2年）
  - 東京府の竹内書房から『松島大観』（山下重民 著）が発行。「青葉城跡 天主台」の項目において、仙台城本丸より眺める仙台を紹介し、仙台を「森の都」と紹介[1]。
- 1914年（大正3年）
  - 勝山公園が開園[35]。
  - 斎洛花が発行した『宮城野』に「杜鵑青葉の森に啼いて、森都新緑の香に匂ふ」と記された[38]。
- 1915年（大正4年）、「松島公園落成記念大会」が催行された[36]。
- 1916年（大正5年）、『仙台繁盛記』（富田広重 著）の中で、「仙台は杜の都と謳はれて居る」と記された。これが仙台を「杜の都」と記した文献的初出とされる（2008年時点）。なお、本文中では「森の都」と「杜の都」の両方を使用[1]。

- 1923年（大正12年）3月7日、松島が、史蹟名勝天然紀念物保存法（大正8年法律第44号）に基づき名勝に指定。
- 1925年（大正14年）6月5日、宮城電気鉄道（現・JR仙石線）が宮電仙台駅から西塩釜駅まで開業。

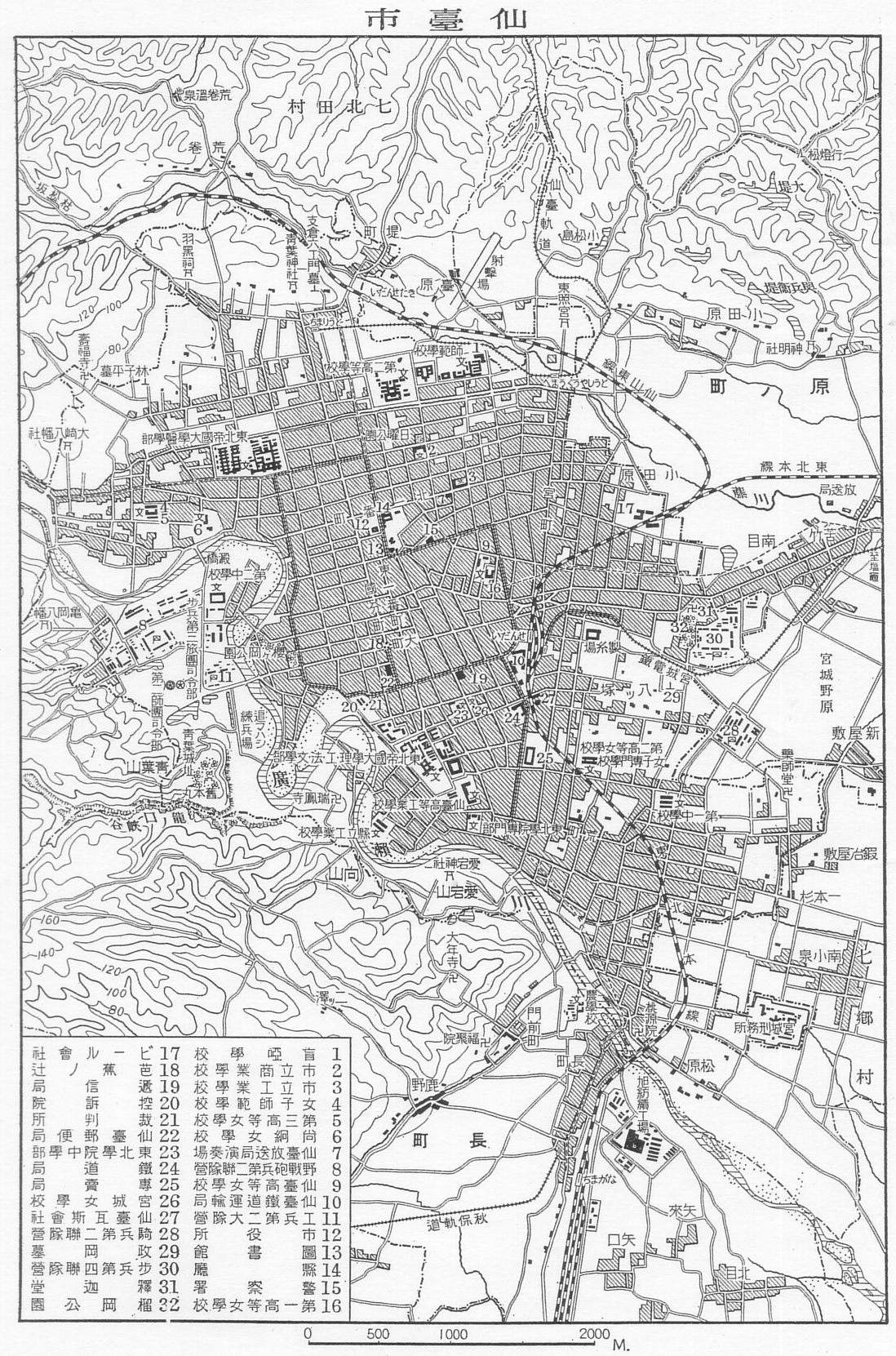
1927年（昭和2年）頃の仙臺市および近郊地図。

- 1927年（昭和2年）4月18日、宮城電気鉄道が松島公園駅（現・松島海岸駅）まで延伸開業。
- 1928年（昭和3年）
  - 4月1日、仙台市が市制施行後初の合併。宮城郡原町、同郡七郷村の一部（旧・南小泉村）、名取郡長町を編入。
  - 4月15日～6月3日、東北産業博覧会開催。『仙台遊覧の枝折』に「仙台は森の都として知られ学都としてしられてゐる」と記される[1]。
- 1931年（昭和6年）
  - 8月、（初代）八木山橋竣工。
  - 仙台城（大手門および隅櫓）と瑞鳳殿（感仙殿含む）が国宝に指定。
- 1934年（昭和9年）
  - 2月、藤本二三吉が歌う『仙台音頭』発売。歌詞に「森の都」が盛り込まれる。
  - 4月3日、神武天皇祭が開催される同日を毎年「愛林日」とし、全国的な植樹運動が実施されるようになる。
- 1935年（昭和10年）5月24日の伊達政宗の300回忌に合わせて、仙台城に「伊達政宗騎馬像」が建立された。
- 1936年（昭和11年）
  - 7月1日、二葉あき子が歌う『ミス仙台』が仙台地区で先行発売[3][† 3]。歌詞に「森の都」が盛り込まれる。仙台七夕のPR盤。
  - 8月20日 - 二葉あき子が歌う『ミス仙台』の全国発売開始[3]。

- 1945年（昭和20年）
  - 7月10日、仙台空襲。
  - 8月15日、第二次世界大戦が終戦。
- 1946年（昭和21年）

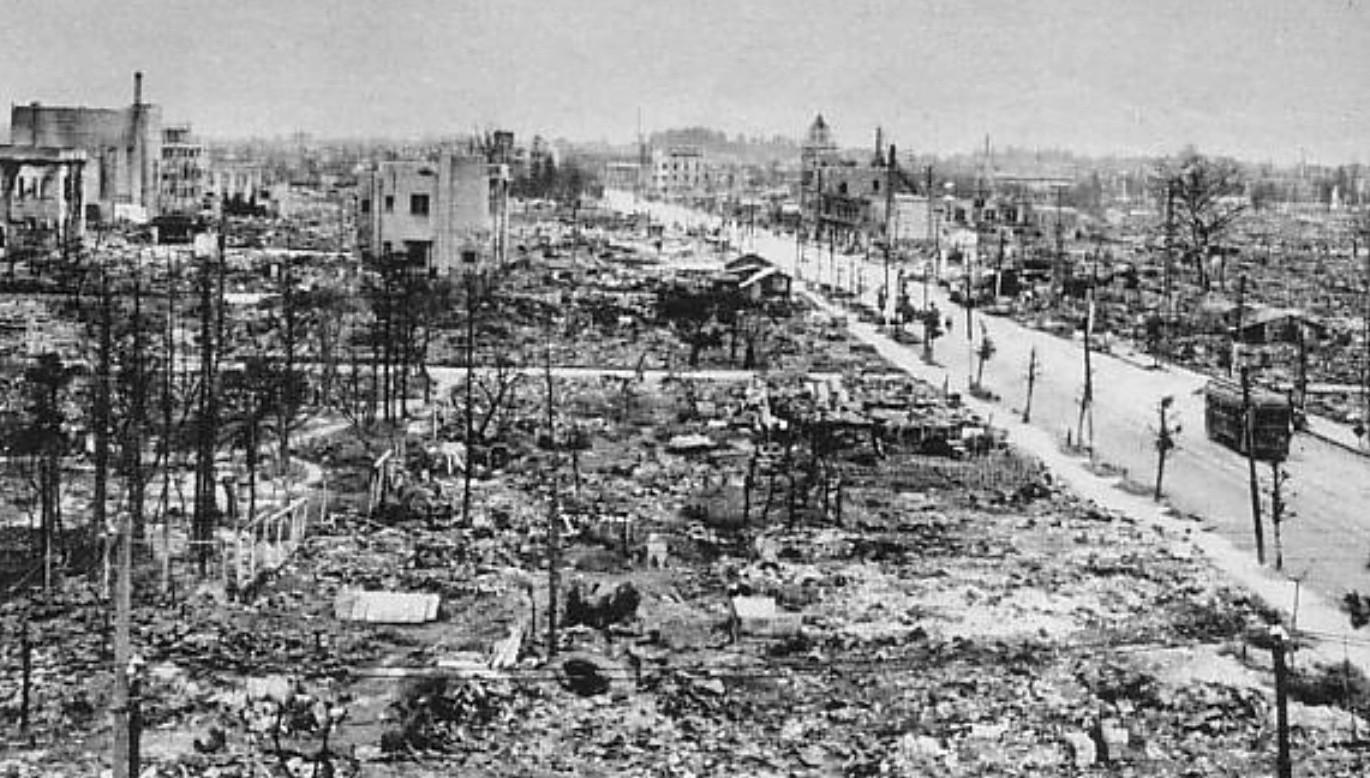
空襲で焼け野原となった仙台市街を走る仙台市電（1945年9月18日）

  - 11月16日、当用漢字1850字を内閣が告示。同表に「杜」は含まれなかった。
  - 勾当台公園、錦町公園、西公園等が都市計画公園として決定[35]。
- 1947年（昭和22年）、森林愛護連盟が結成。戦争で中断されていた「愛林日」の行事が、明仁皇太子（後の明仁上皇）臨席のもと復活[39]。一方で皇室祭祀令が廃止され、「神武天皇祭」を行う法的根拠を失うが、同祭は宮中祭祀として存続。
- 1948年（昭和23年）、「愛林日」の行事に天皇および皇后が出席[39]。「神武天皇祭」は宮中祭祀として行われるが、天皇および皇后は「愛林日」の行事に出席する慣例が形作られる。
- 1950年（昭和25年）
  - 1月、「国土緑化運動」を国民運動として盛り上げるための全国組織「国土緑化推進委員会」（現・公益社団法人国土緑化推進機構）が設立[40]。
  - 4月1日、緑の羽根募金始まる。
  - 4月3日、青葉通にて「国土緑化運動」における初の街路樹植樹が実施された[1]。
  - 4月4日、愛林日を受け継いだ、天皇および皇后が出席する「全国植樹祭」が山梨県甲府市片山恩賜林で初めて開催[41]。
- 1951年（昭和26年）
  - 1月、二葉あき子が歌う『ミス仙台』が戦前の原盤を利用して再発売[3][† 4]。
  - 青葉通にケヤキの植栽を開始[35]。
- 1953年（昭和28年）、青葉山公園を開園[35]。
- 1954年（昭和29年）7月21日、大年寺山公園、「仙台市野草園」開園[35]。
- 1957年（昭和32年）、定禅寺通にケヤキの植栽を開始[35]。
- 1958年（昭和33年）、仙台城御裏林が東北大学に移管され、「東北大学植物園」として開園[42]（当時の正式名称は「東北大学理学部付属植物園」、現在は「東北大学学術資源研究公開センター植物園」）。
- 1960年（昭和30年）4月6日、第6回全国植樹祭が黒川郡大衡村で開催[41]。
- 1961年（昭和31年）4月20日、都市公園法施行。
- 1962年（昭和37年）
  - 3月16日、仙台市議会が「健康都市宣言」を議決[43]。
  - 10月、原油が輸入自由化された。これによりエネルギー革命が本格化[44]し、薪や亜炭の需要が大幅に減少。
  - 11月、二代目コロムビア・ローズが歌う『ミス仙台』が発売[3]。歌詞に「森の都」が盛り込まれる。
- 1964年（昭和39年）3月3日、仙台市を含む仙台湾地区が新産業都市の1つに指定。
- 1967年（昭和42年）、明治百年記念事業の1つとして、仙台市・黒川郡富谷町（現・富谷市）・宮城郡利府町にまたがる山林に「県民の森」の整備を開始し、1969年（昭和44年）に開園[45]。
- 1968年（昭和43年）6月15日、都市計画法施行。
- 1970年（昭和45年）
  - 6月9日、市街地を囲む安養寺（68.1ha）、台原（3.2ha）、北山（13.3ha）、大崎八幡（6.0ha）、八木山（93.9ha）、霊屋（10.6ha）、愛宕山（8.6ha）、大年寺（67.2ha）の計8地区（270.9ha）が風致地区に指定された[46]。
  - 9月22日、「公害市民憲章」制定[2]。公文書での「杜の都」の表記統一が始まる[3]。
- 1971年（昭和46年）
  - 3月、林野庁が仙台市およびその周辺の国有林に「仙台自然休養林」を設置し、海浜地区（浜辺の森）、鈎取地区（モミの山）、三共地区（水の森）、台原地区（憩いの森）、権現森地区（見晴らしの森）が指定された[47]。
  - 健康都市宣言10周年を記念して、市民投票により仙台市の木が「ケヤキ」に決定した[48]。同様に市の花はハギ、鳥はカッコウ、虫はスズムシに決定した[48]。
- 1972年（昭和47年）
  - 6月22日、自然環境保全法施行。
  - 7月11日、東北大学植物園の一部が国の天然記念物「青葉山」に指定された[42][49]
- 1973年（昭和48年）
  - 3月27日、「杜の都の環境をつくる条例」制定[50]
  - 4月、台原森林公園開園。
  - 8月15日、仙台市を舞台にした青春小説『青葉繁れる』（井上ひさし 作）が発刊。翌年、テレビドラマ化および映画化。
  - 9月1日、都市緑地保全法施行[51]。
- 1974年（昭和49年）
  - 6月1日、生産緑地法施行。
  - 9月28日、「広瀬川の清流を守る条例」制定[52]
  - 7月、島倉千代子が歌う『ミス仙台』が発売[3]。
- 1977年（昭和52年）
  - 4月1日、仙台市「彫刻のあるまちづくり事業」を開始（2001年3月31日まで）[53][54]。
  - 9月16日、皇太子（および皇太子妃）が出席する「全国育樹祭」が、大分県別府市で初めて開催される[39]
- 1978年（昭和53年）
  - 5月5日、さとう宗幸が歌う『青葉城恋唄』が発売。歌詞に「杜の都」が盛り込まれる。
  - 6月1日、ダークダックスが歌う『青葉城恋唄』が発売。歌詞に「杜の都」が盛り込まれる。
  - 12月31日、「第20回日本レコード大賞」で、さとう宗幸が新人賞に選ばれた。
  - 12月31日、さとう宗幸が「第29回NHK紅白歌合戦」に出演し、『青葉城恋唄』を歌った。
- 1981年（昭和56年）10月1日、当用漢字に替わって常用漢字1945字を内閣が告示。同表にも「杜」は含まれなかった。
- 1985年（昭和60年）、伊達政宗没後350年を記念して、過去に存在した祭りを復活する形で「仙台・青葉まつり」が初開催。
- 1986年（昭和61年）
  - 12月、青葉通および定禅寺通にて「SENDAI光のページェント」が初開催。
  - 12月、仙台市を含む仙台北部地区がテクノポリスに指定[55]。
- 1987年（昭和62年）
  - 1月、新潟県を含む東北地方の産学官連携による「東北インテリジェント・コスモス構想」が提唱される[55]。
- 1989年（平成元年）
  - 4月1日、仙台市が政令指定都市に移行。仙台市役所が所在する中心区の名称が青葉区となる。
  - 7月29日～10月16日、「'89グリーンフェアせんだい」を七北田公園および勾当台公園にて開催。
- 1990年（平成2年）6月、自治省の地域づくり推進事業（参照）の1つとして、「ふるさと仙台環状公園整備事業」「親と子のふれあい回廊整備事業」「市民と土の出あいのむら事業」の3つのプロジェクトで構成される「杜の都ユートリア・プラン」が指定された[56][57]。
- 1991年（平成3年）9月15日、定禅寺通にて「定禅寺ストリートジャズフェスティバル」が初開催。
- 1995年（平成7年）3月16日、「杜の都の風土を育む景観条例」制定[58]
- 1996年（平成8年）3月19日、「仙台市環境基本条例」制定[59]
- 1997年（平成9年）、
  - 3月、仙台市環境基本条例に基いて「杜の都環境プラン」（仙台市環境基本計画）策定[60][61]。
  - 10月、都市緑地保全法および杜の都の環境をつくる条例で規定された『仙台市緑の基本計画「仙台グリーンプラン21」』を策定[62][63]。
- 1999年（平成10年）12月16日、「仙台市環境影響評価条例」制定[63][64]。
- 1999年（平成11年）、「百年の杜づくり行動計画」策定[63]。
- 2004年（平成16年）
  - 3月19日、「杜の都の風土を守る土地利用調整条例」制定[63][65]。
  - 6月18日、都市緑地保全法が「都市緑地法」に改称され、内容も改正[51]。
  - 10月6日～10月7日、第1回「グリーン購入世界会議in仙台」開催[63][66]
  - 「百年の杜づくり」が「緑の都市賞」で内閣総理大臣賞を受賞[63][67]。
- 2006年（平成18年）6月23日、「杜の都の環境をつくる条例」改正
- 2009年（平成21年）
  - 3月17日、景観法に基いて『仙台市「杜の都」景観計画』策定[63][68]。
  - 7月1日、『仙台市「杜の都」景観計画』施行[68]（参照）。
- 2010年（平成22年）11月30日、従前の常用漢字1945字に替わり、新たな常用漢字2136字を内閣が告示。同表にも「杜」は含まれなかった。
- 2011年（平成23年）3月11日、東北地方太平洋沖地震（東日本大震災）が発生。
- 2012年（平成24年）7月、仙台グリーンプラン21に替わって「仙台市みどりの基本計画」を策定[69]。
- 2013年（平成25年）10月、東北楽天ゴールデンイーグルス球団創設初リーグ優勝、日本一決定。

## 仙台を表す記号
近年、「杜」（もり）の一文字で「仙台」を表す例が増加している。「杜の囲碁サロン」「杜のホテル」、その他店舗の名前として、自然林とも人工林とも関係なく「杜」という言葉が用いられている。当然、「杜」は仙台を指しているが、仙台を指す場合は「杜の...」「～の杜」というように「杜」単独で用いられることは少ない。ただし、団体名において、「杜都」と書いて「もりと」「とと」と読ませる例も見られる。
他の地方でも「自然と共生」している施設や公園などに「杜」という言葉を使う例があるが、宮城県では「仙台」または「仙台都市圏」という意味が付加されていることが多い。公共施設の他、自然の多い住宅地や自然の中の喫茶店などに「～の杜」という命名も見られる。住宅地の場合は「～の丘」「～ヶ丘」と命名する代わりに用いられていると考えられるが、いずれにせよ、「仙台市または仙台郊外」「自然と共生」という意味あいを含んでいる。
なお、仙台を示すものを列記すると、以下のようになる。

### 記号
- 「杜」（←杜の都より）
  - 「森」「フォレスト（forest 英語）」「ラ・フォーレ（la forêt 仏語）」「セルバ（selva 西語）」
  - 「緑」「グリーン（green 英語）」「ヴェール（vert 仏語）」
- 「青葉」 （←仙台城の雅名「青葉城」や青葉山より）→青葉城恋唄など
- 「ケヤキ」（←杜の都の象徴の樹木。仙台市木。zelkova）
- 「萩」（←ミヤギノハギ。仙台市花。bush clover）
- 「伊達」（←伊達氏、伊達政宗）
- 「竹に雀」（←伊達家の家紋）→すずめ踊り

### 異名
仙台参照
- 仙府（僊府）
- 杜の都
- 第二都市
- 仙都

### 異字
- 仙臺（せんだい）、僊臺
- 千代（せんだい、ちよ）

## 具体例

### 杜の都

#### 組織・大会・通称名
- 杜の都信用金庫
- 杜の都産業保健会[70]
- 杜の都ゴルフ倶楽部
- 杜の都駅伝（全日本大学女子駅伝対校選手権大会の公式愛称）
- 杜の都ハーフ（仙台国際ハーフマラソン大会の公式愛称）
- 杜の都オープンラージボール卓球大会（仙台市卓球協会主催、団体戦）[71]
- 杜の都レディース卓球大会（仙台市卓球協会主催）[71]
- 杜の都ペタンク交流大会（宮城県ペタンク協会主催、第1回：2004年、2012年より現称）
- 杜の都中学校選抜剣道大会（剣育会主催）
- 杜の都弓道大会
- 杜の都Kidsウォークラリー（仙台商工会議所青年部主催）[72]
- 杜の都U-10ベガルタ・クリーンコヤマカップ（ベガルタ仙台主催）[73]
- 杜の都大茶会（宮城県芸術協会茶道部加盟13流派合同の野点茶会、勾当台公園で開催）[74]
- 杜の都ふれあいコンサート（仙台市消防音楽隊、市内屋外各所、5月～10月、月1回）[75]
- 杜の都コンサート（東日本鉄道文化財団主催、JR仙台駅、春・秋の年2回）[76]
- 杜の都の音楽会（仙台吹奏楽団の定期演奏会の名称）[77]
- 杜の都のちょっとくだけた音楽会（仙台吹奏楽団の定期演奏会の名称）[77]
- NAK杜の都仙台歌謡祭（日本アマチュア歌謡祭東北地区予選会）[78]
- せんだい・杜の都親善大使（仙台商工会議所）
- '08杜の都国際親善テコンドー選手権大会（2008年3月23日開催の国際大会) [79]
- 全国規模の組織では支部の名称を「杜の都」としている団体もある。
  - 杜の都献血ルームAOBA（日本赤十字社宮城県赤十字血液センター）
  - 日本棋院杜の都支部[80]
  - 日本スポーツ吹矢協会 杜の都仙台支部 / 杜の都仙台KHK国見支部 / 杜の都仙台中山支部[81]
  - 住友生命保険相互会社 仙台総支社 杜乃都桃李支部[82]

#### 作品名
- 杜の都殺人事件 - 長編・旅情ミステリー（内田康夫、双葉社、1985年10月発行）
- 杜の都殺人事件（内田康夫、角川書店、1988年10月1日発行）
- 杜の都 恋物語（東日本放送制作、1997年から1999年の各年12月23日にテレビ朝日系列で放送）
- 内田康夫サスペンス 信濃のコロンボ10 杜の都殺人事件 仙台～軽井沢～東京を結ぶ殺人紀行（BSジャパン 2006年1月8日放送、テレビ東京系列 2006年1月11日放送）
- 医師・円城寺修「杜の都の死刑囚」（TBS制作、2011年12月5日放送）[83]

### 杜
「杜」を仙台または仙台都市圏を表す記号として用いている主なもの。住宅地の名称や商店名は除く。

#### 人名
芸名・ペンネーム
- 北杜夫
- 片山杜秀
- 杜けあき
- 杜野まこ

#### 公共施設等
- 杜せきのした駅（仙台空港線。名取市関下）
- 国営みちのく杜の湖畔公園
- みどりの杜（せんだい農業園芸センターの愛称）

#### 花
名取市にある宮城県農業・園芸総合研究所が開発したユリ
- 杜の乙女[85]
- 杜の精[86]
- 杜のロマン[87]

#### 漫画・冊子
- ジョジョの奇妙な冒険Part4～ダイヤモンドは砕けない（杜王町）
- ジョジョリオン～ジョジョの奇妙な冒険Part8（杜王町）
- 辣韮の皮～萌えろ!杜の宮高校漫画研究部～
- まなびの杜[88]（東北大学が発行している広報誌）

#### テレビ番組
- 東日本放送『杜の旅行社』（2006年7月4日～）

#### その他
- 窓の杜
- 杜の奇跡[89]（同人誌即売会の名称）
- 杜の市場